# Arachnocephalus medvedevi
Arachnocephalus medvedevi е вид насекомо от семейство Mogoplistidae. Видът е критично застрашен от изчезване.

## Разпространение
Разпространен е в Сейшели.